# Tritonia papalotla
Tritonia papalotla is een slakkensoort uit de familie van de Tritoniidae. De wetenschappelijke naam van de soort is voor het eerst geldig gepubliceerd in 2009 door Bertsch, Valdés & Gosliner.